# Daniel Boloca
Daniel Boloca, né le 22 décembre 1998 à Chieri en Italie, est un footballeur international roumain qui joue au poste de milieu central à l'US Sassuolo.

## Biographie

### En club
Né à Chieri en Italie, Daniel Boloca est formé par la Juventus FC. Son parcours est ensuite atypique, puisqu'après un passage en Slovaquie au Tatran Prešov, Boloca joue pour plusieurs clubs italiens dans les divisions inférieures du championnat dont l'A.S.D. Romanese, le Pro Sesto 1913, l'A.S.D. Francavilla (en) et enfin le Fossano Calcio.
Le 9 novembre 2020, Daniel Boloca s'engage en faveur du Frosinone Calcio pour un contrat courant jusqu'en juin 2023.
Le 13 juillet 2023, Daniel Boloca rejoint l'US Sassuolo.

### En sélection
En septembre 2022, Daniel Boloca est convoqué pour la première fois avec l'équipe nationale de Roumanie par le sélectionneur Edward Iordănescu, ce qui constitue l'une des surprises de cette liste. Boloca honore finalement sa première sélection face à la Slovénie le 17 novembre 2022. Il entre en jeu à la place de Răzvan Marin et son équipe s'impose par deux buts à un.
Plus tard cette année-là, Roberto Mancini, l'entraîneur-chef de l'équipe nationale italienne, annonce qu'il envisageait d'appeler Boloca, bien qu'il ait déjà joué pour la Roumanie, car tous ces matchs étaient des matchs amicaux. Le 15 décembre 2022, Daniel Boloca est sélectionné pour rejoindre les Azzurri lors d'un camp d'entraînement ; après cela, Boloca déclare publiquement sa préférence de jouer pour l'Italie plutôt que pour la Roumanie au cas où Mancini choisirait de le convoqué à l'avenir.

## Palmarès
US Sassuolo
- Championnat d'Italie de Serie B
  - Champion en 2025[9]

## Vie privée
Daniel Boloca a un frère plus jeune Gabriele Boloca (en), lui aussi footballeur.